# Jan Chrzciciel Komarzewski

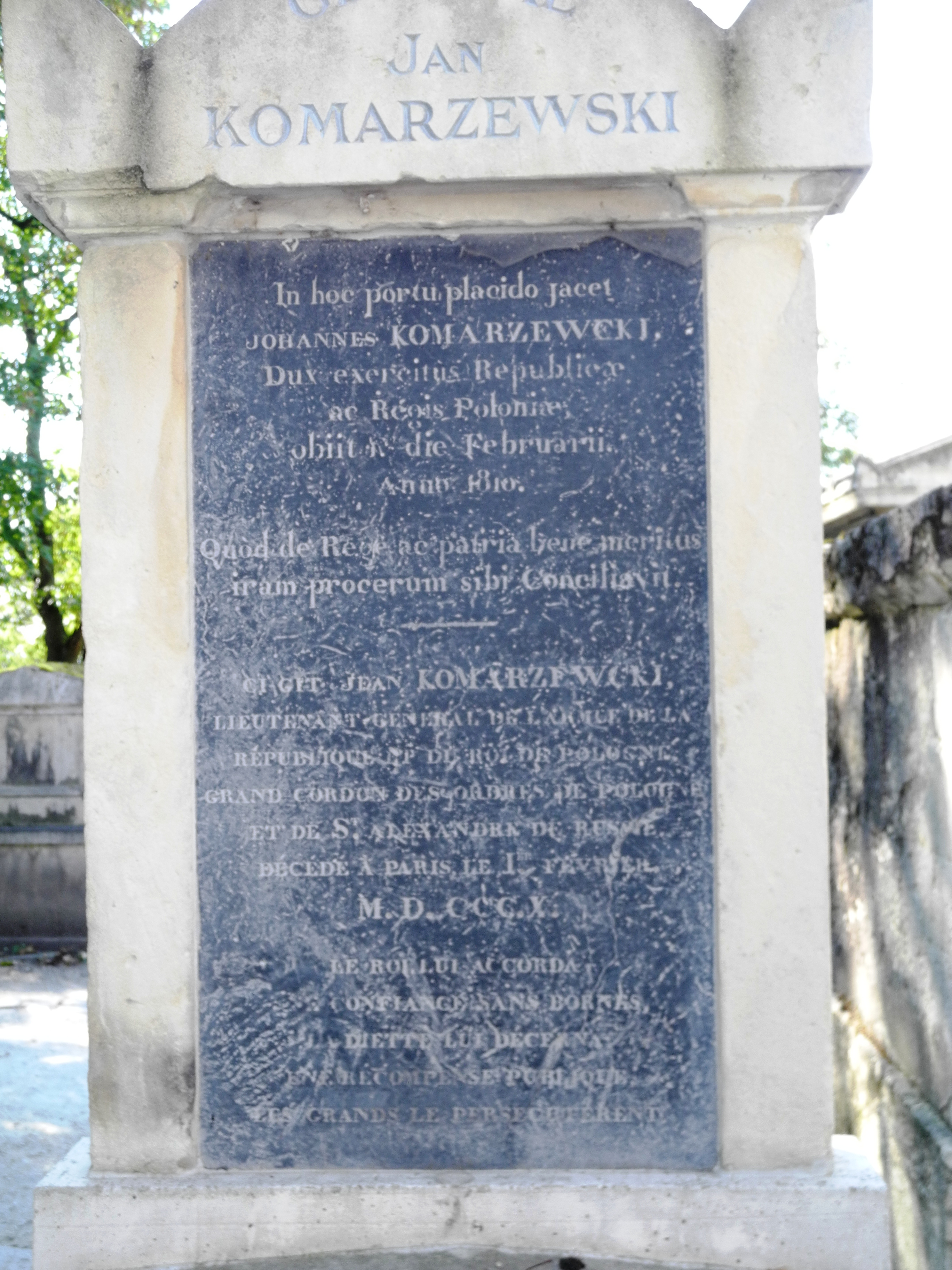
Grobowiec Jana Komarzewskiego na cmentarzu Père-Lachaise w Paryżu
(foto Jerzy Szczepański)

Jan Chrzciciel M. Komarzewski (ur. 1744, zm. 1 lutego 1810 w Paryżu) – polski mineralog, generał lejtnant wojsk koronnych, generał adiutant króla, szef kancelarii wojskowej króla Polski Stanisława Augusta Poniatowskiego, mason, Kawaler Orderu Orła Białego.

## Życiorys
Nie ukończywszy szkoły języków wschodnich w Konstantynopolu od 1766 roku służył jako kurier poselstwa polskiego. Już w 1767 lub 1768 roku zaciągnął się do wojska pruskiego, służbę w tym wojsku jednak porzucił i w 1773 roku przybył do Warszawy. Był protegowanym Franciszka Branickiego, już w marcu 1774 roku został mianowany podpułkownikiem wojsk koronnych. Od tego momentu do końca życia wiernie służył królowi. W październiku 1774 roku awansował do stopnia pułkownika, a 7 czerwca 1776 roku był już generałem majorem „ampliowanym” przy Jego Królewskiej Mości oraz szefem Królewskiej Kancelarii Wojskowej. W 1785 roku uzyskał stopień generała lejtnanta. W 1786 roku wybrany posłem na sejm z województwa mazowieckiego. Był członkiem warszawskiej Komisji Dobrego Porządku w 1788 roku.

### W służbie króla

#### Reforma wojska
Komarzewski – realizując politykę wojskową króla – faktycznie kierował wojskiem koronnym w latach 1776–1788 (formalnie zwierzchnictwo nad wojskiem należało do Departamentu Wojskowego Rady Nieustającej). Wspólnie z królem – przy ostrym sprzeciwie opozycji magnackiej, w tym byłego protektora Franciszka Branickiego i aktywnym przeciwdziałaniu rosyjskiego ambasadora Otto Stackelberga – realizował reformy wojskowości polskiej, które przez to miały ograniczony zasięg. Komarzewskiemu udało się zwiększyć liczebność wojsk z 14 tysięcy w 1776 roku do 18,5 tysiąca w przededniu Sejmu Czteroletniego. Główne elementy reformy armii to:
- wojsko podzielono na dywizje,
- zlikwidowano chorągwie pancerne i husarskie, zastąpiono je brygadami Kawalerii Narodowej,
- zlikwidowano chorągwie lekkie zastępując je pułkami straży przedniej,
- doprowadzono do regularnej wypłaty żołdu, zwiększono kontrolę nad dowódcami,
- wprowadzono pułkowych kwatermistrzów w brygadach kawalerii narodowej,
- gromadzono środki na budowę koszar w Warszawie (Warszawiacy opodatkowali się na budowę tych koszar).

Niestety:
- ciągle istniała sprzedaż szarż wojskowych (projekt zniesienia sprzedaży szarż przepadł na sejmie w 1784 roku),
- tolerowano wielką liczbę synekurzystów,
- na stanowiskach dowódczych zbyt chętnie widziano cudzoziemców, często zakładając a priori ich większą dyscyplinę i kompetencję,
- nie udało się odciążyć wojska od zajęć policyjnych (projekt utworzenia milicji grodowych przepadł na tymże sejmie),
- nie udało się zreformować systemu uzupełnień w celu znaczącego zwiększenia liczebności wojska (j.w.).

#### Inne zadania
Komarzewski realizował wiele zadań zlecanych mu przez króla w zakresie polityki wewnętrznej i zagranicznej, w tym m.in.:
- jeździł z zadaniami wojskowymi do Berlina, Lipska, Drezna (1780–1781),
- eskortował wielkiego księcia Pawła i jego żonę w czasie jego podróży m.in. do Kijowa (wrzesień 1781),
- organizował wyjazdy i towarzyszył królowi w czasie jego podróży po Polsce,
- podejmował starania, aby sejmiki przebiegały po myśli króla,
- pośredniczył w kontaktach króla z Otto Stackelbergiem,
- przygotował spotkanie króla z carycą Katarzyną i Grigorijem Potiomkinem w 1786 roku w Petersburgu,
- towarzyszył królowi w czasie zjazdu kaniowskiego i prowadził w tym czasie rozmowy z rosyjskimi dygnitarzami.

Komarzewski został posądzony o próbę otrucia Adama Kazimierza Czartoryskiego (była to bardzo głośna wtedy tzw. sprawa Dogrumowej, od nazwiska awanturnicy Marii Dogrumowej, która oskarżyła Komarzewskiego), ale został uniewinniony 15 marca 1785 roku przez sąd marszałkowski.
Był posłem rawskim w Sejmie, w 1788 roku miał być posłem zakroczymskim, jednak w związku z coraz bardziej zajadłymi atakami opozycji i zarzutami zbyt wysokiego stanowiska, braku pochodzenia szlacheckiego, a nawet poplecznictwa rosyjskiego, zrezygnował z posłowania, odsprzedał urząd generała ampliowanego Augustynowi Gorzeńskiemu i uzyskał dymisję 18 grudnia 1788 roku. W czasie Sejmu Czteroletniego na początku 1789 roku pobrał z kasy ambasady rosyjskiej sumę 650 dukatów, przeznaczoną na utrzymanie kilku posłów.

### Działalność gospodarcza
W 1778 roku Sejm przyznał mu dożywotnią pensję w wysokości 18 tysięcy złotych rocznie. Komarzewski w latach 80. XVIII wieku intensywnie handlował dobrami ziemskimi.

### Emigracja
W 1789 roku Komarzewski wyjechał do Anglii, utrzymywał kontakt korespondencyjny z królem, informując go o tamtejszych sprawach polskich.
W tym czasie zainteresował się nauką, szczególnie astronomią, ale również metalurgią, hydrauliką, balistyką. Zaczął się uczyć, przesyłał królowi opisy swych prac i doświadczeń. Eksperymentował z budową lunet, teodolitów i stosowaniem lekkich stopów przy odlewie luf armatnich. Podróżował po Anglii, Francji i Szwajcarii (1793) i powtórnie po Francji, skąd musiał uciekać w czasie rewolucji francuskiej.
W tym okresie przyjaźnił się z wielkim astronomem angielskim Williamem Herschelem, będąc nawet ojcem chrzestnym jego syna Johna Fredericka Williama Herschela.

### Powrót do Polski i insurekcja kościuszkowska
Komarzewski wrócił do Warszawy na przełomie 1793/1794 i wkrótce przystąpił do insurekcji kościuszkowskiej. W maju 1794 roku przedstawił Radzie Wojennej projekt organizacji obrony Warszawy w oparciu o 15 redut, które miały utrudnić Rosjanom oblężenie i bombardowanie miasta. Projekt został skrytykowany, obronę zorganizowano według projektu Karola Sierakowskiego.

### Powtórny wyjazd
Po upadku powstania Komarzewski wyjechał powtórnie za granicę. Podróżował m.in. do Drezna i Wenecji, prawdopodobnie na polecenie króla, skąd donosił mu o działalności polskich emigrantów. Towarzyszył królowi w czasie jego podróży – już po abdykacji – do Petersburga, gdzie przebywał z nim aż do jego śmierci w 1798 roku.
Po śmierci króla car Paweł zaproponował mu służbę w wojsku rosyjskim; Komarzewski nie przyjął tej propozycji, został jednak tajnym radcą i dostał pensję od cara. Wkrótce wrócił do Warszawy, skąd – po krótkim pobycie – wyjechał ponownie, już na stałe, do Paryża. Zabrał swą bogatą bibliotekę oraz zbiory mineralogiczne i numizmatyczne.
Utrzymywał jednak kontakt z warszawskim środowiskiem naukowym, w 1800 roku został jednym z pierwszych członków Towarzystwa Warszawskiego Przyjaciół Nauk, na zlecenie którego napisał 8-tomowe dzieło o mineralogii.
Opublikował kilka prac, w tym prace poświęcone mineralogii, mapę hydrograficzną Polski oraz książkę apologetyczną na temat króla Stanisława Augusta Poniatowskiego.

## Piśmiennictwo Jana Komarzewskiego
- Carte hydrographique de Pologne présentée au fen roi Stanislas Auguste par Mr le Colonel de Perthes Géographe de sa Majesté Publiée par Mr de Komarzewsky Général employé près de la personne du Roy. 1784. Brak numerów stron w książce
- Jan Chrzciciel Komarzewski, Adam Kazimierz Joachim Ambroży Marek Czartoryski, Xiążę, Franciszek Ryx: Sprawa między Xięciem A. Czartoryskim ... oskarzaiącym, a J. K...., i F. Ryxem..., oskarzonemi iakoby o Zamysł strucia tego Xięcia. Warszawa: 1785. Brak numerów stron w książce
- Jan Chrzciciel Komarzewski: Memoir on a subterraneous graphometer, invented to supersede the compass in the operations of mining. 1803. Brak numerów stron w książce wydana również po francusku i niemiecku
- Jan Chrzciciel M. de Komarzewski: Coup-d'œil rapide sur les causes réelles de la décadence de la Pologne. Paryż: Bertrand-Pottier, 1807. Brak numerów stron w książce

## Odznaczenia
- Order Orła Białego
- Order Świętego Stanisława (1778)
- Order św. Aleksandra Newskiego (1787)

## Życie prywatne
O jego pochodzeniu i latach młodzieńczych brak jest pewnych wiadomości. Prawdopodobnie był synem Mikołaja. Nie wiadomo, czy był z pochodzenia szlachcicem. Niechętni mu współcześni twierdzili, że dopiero w 1781 roku król nadał mu szlachectwo i obdarzył herbem.
Zmarł bezdzietnie i bez testamentu w Paryżu. Został pochowany na cmentarzu Père-Lachaise.

## Ciekawostki
- Jan Komarzewski był od 1792 roku członkiem Royal Society, rekomendowanym przez króla Stanisława Augusta[8].
- Komarzewski donosił w 1789 roku królowi o swoich obserwacjach nieba za pomocą ogromnych lunet Herschela: Jowisza przez [teleskop o ogniskowej] 40 stóp. Miał tylko dwie pręgi, y cztery satelity, z których każdy wydawał się tak jasnym, iak Syrius przez moją Perspektywę Acromatyczną (listy z lat 1789–1790)[9].
- Komarzewski pisał do króla: On [Herschel], Jego żona i siostra nauczyli się pić zdrowie W.K.Mci w słowach polskich i promują Pańskie zdrowie na każdym posiedzeniu swoim lub obcym. A tam bywają lub jego zapraszają najzacniejsi [...][10].
- W czasie pobytów w Warszawie Komarzewski mieszkał w Pałacu Myślewickim w Łazienkach[11].

## Literatura dodatkowa
- Jerzy Dobrzycki. Jan Chrzciciel Komarzewski – przyczynki do biografii. „Kwartalnik Historii Nauki i Techniki”. 33, s. 495–507, 1988. Warszawa.
- Jerzy Dobrzycki. List do redakcji w sprawie uzupełnień bibliograficznych do Przyczynków do bibliografii J. Komarzewskiego. „Kwartalnik Historii Nauki i Techniki”. 34, s. 727, 1989. Warszawa.
- Katarzyna Bucholc-Srogosz: Generał Jan Komarzewski szef Kancelarii Wojskowej Króla Stanisława Augusta Poniatowskiego. W: Dzieje biurokracji. A. Górak, I. Łuć, D. Magier (red.). T. 1. Lublin-Siedlce: 2008. Brak numerów stron w książce
- Katarzyna Bucholc-Srogosz: Emigracyjne listy generała Jana Komarzewskiego do króla Stanisława Augusta Poniatowskiego. Poznań: Wydawnictwo Poznańskie, 2010. Brak numerów stron w książce